# José Luis Ballester (Segler)
José Luis Ballester Tuliesa (* 17. August 1968 in Vinaròs) ist ein ehemaliger spanischer Segler.

## Erfolge
José Luis Ballester nahm dreimal an Olympischen Spielen in der Bootsklasse Tornado teil. 1992 kam er in der Regatta in Barcelona mit Carlos Santacreu nicht über den zwölften Platz hinaus. Vier Jahre darauf belegte er in Atlanta den ersten Platz, nachdem er mit Fernando León in neun der elf Wettfahrten stets unter die besten fünf Boote kam und dreimal davon Zweiter wurde. Sie wurden mit 30 Punkten vor dem australischen und dem brasilianischen Boot Olympiasieger. Die Olympischen Spiele 2000 in Sydney beendeten Ballester und León auf dem neunten Platz. Bei Weltmeisterschaften sicherten sich Ballester und Léon fünf gemeinsame Medaillen: 1994 gelang ihnen in Båstad zunächst der Titelgewinn, ehe sie in den darauffolgenden vier Jahren je zwei Silber- und Bronzemedaillen gewannen.